# Jack Lester
Jack William Lester (ur. 8 października 1975 w Sheffield, Anglia) – angielski piłkarz, który występował na pozycji napastnika.

## Kariera klubowa

### Grimsby Town
Jack Lester zaczął swoją zawodową karierę w Grimsby Town i podpisał swój pierwszy kontrakt w 1994 roku. Został powołany do pierwszego składu przez tamtejszego zarządcę Alana Buckleya oraz jego asystenta, Johna Cockerilliego. Po dwóch latach został wypożyczony do Doncaster Rovers, gdzie rozegrał 11 spotkań (4 w wyjściowym składzie) i strzelił jedną bramkę. Po powrocie z wypożyczenia Lester zaczął regularnie grać dla klubu Grimsby Town. Stał się podstawowym zawodnikiem, a w latach 1997-1998 pomógł zwyciężyć swojemu klubowi w dwumeczu na Wembley. Ogólnie zaliczył ponad 100 występów w barwach klubu i strzelił 17 bramek.

### Nottingham Forest
W 2000 roku Lester przeszedł do Nottingham Forest za 300 000 funtów. Zajęło mu trochę czasu do przystosowania się, lecz gdy David Platt odszedł z posady i nowy menadżer ustawił go na pozycji środkowego napastnika regularnie zaczął strzelać bramki. Ogółem zaliczył ponad 90 występów i strzelił 20 bramek.

### Sheffield United
Przeniósł się do klubu leżącego w jego rodzinnym mieście, Sheffield United na rozpoczęcie sezonu 2003/04. Lester grał tam przy boku takich piłkarzy jak Steve Kabba oraz Bramall Lane. Zaliczył prawie 50 występów i strzelił 12 bramek.

### Nottingham Forest (po raz drugi)
Lester dostał ofertę powrotu do Nottingham Forest i został przyjęty przez Joe Kinneara w 2004 roku za 50 000 funtów. Zdobył gola już w pierwszym występie, lecz w trzecim uszkodził sobie kolano co wykluczyło go z gry na prawie 9 miesięcy. Rozegrał ponad 30 meczów jako rezerwowy i po tym jak Nottingham Forest przegrało mecz o awans podczas sezonu 2006/07 został zwolniony przez Colina Calderwooda

### Chesterfield
W czerwcu 2007 roku podpisał z klubem Chesterfield trzyletni kontrakt. Pod koniec sezonu 2007/08 został najlepszym strzelcem Chesterfielda, zdobywając 27 bramek we wszystkich rozgrywkach. To zrobiło z niego trzeciego najlepszego gracza Npower League II z 25oma golami w lidze – 4 za Aaronem McLeanem (grającego dla Peterborough United. W tym sezonie Jack Lester zdobył również swoją setną bramkę, na żywo w telewizji przeciwko Hereford United. Na koniec sezonu został trzecim najlepszym strzelcem Anglii, zaraz za Cristiano Ronaldo i Fernando Torresem
W sezonie 2010/11 Lester zdobył 17 bramek w 29 meczach, kiedy to Chesterfield awansowało do Npower League I. Podpisał kontrakt na sezon 2011/2012, utrzymujący go w klubie do czerwca 2013 roku.

## Sukcesy
Grimsby Town
- Zwycięzca rozgrywek play-off drugiej dywizji: 1997–98
- Zwycięzca Auto Windscreens Shield: 1997-98

Chesterfield FC
- Zwycięzca Football League 2 2010/11